# Степанківська сільська рада (Жабинківський район)
Степанківська сільська́ ра́да (біл. Сцяпанкаўскі сельсавет) — адміністративно-територіальна одиниця у складі Жабинківського району Берестейської області Білорусі. Адміністративний центр — село Степанки.

## Склад ради
Населені пункти, що підпорядковувалися сільській раді станом на 2009 рік:
| Населений пункт | Тип  | Населення, осіб (2009) |
| --------------- | ---- | ---------------------- |
| Верхи           | село | 81                     |
| Горки           | село | 9                      |
| Грабовці        | село | 106                    |
| Житинь          | село | 67                     |
| Конотопи        | село | 19                     |
| Лойки           | село | 10                     |
| Мелеші          | село | 7                      |
| Налезники       | село | 28                     |
| Олизаров Став   | село | 71                     |
| Орепичі         | село | 261                    |
| Подріччя        | село | 27                     |
| Полева Річиця   | село | 26                     |
| Селищі          | село | 3                      |
| Малі Сехновичі  | село | 72                     |
| Степанки        | село | 280                    |
| Хмелівка        | село | 7                      |
| Шпитали         | село | 111                    |

## Населення
За переписом населення Білорусі 2009 року чисельність населення сільської ради становила 1185 осіб.

### Національність
Розподіл населення за рідною національністю за даними перепису 2009 року:
| Національність            | Осіб | Відсоток |
| ------------------------- | ---- | -------- |
| білоруси                  | 991  | 83,63 %  |
| українці                  | 110  | 9,28 %   |
| росіяни                   | 62   | 5,23 %   |
| румуни                    | 5    | 0,42 %   |
| поляки                    | 4    | 0,34 %   |
| німці                     | 4    | 0,34 %   |
| татари                    | 3    | 0,25 %   |
| молдовани                 | 3    | 0,25 %   |
| казахи                    | 1    | 0,08 %   |
| марійці                   | 1    | 0,08 %   |
| національність не вказана | 1    | 0,08 %   |
| Разом                     | 1185 | 100 %    |